# Кіпріян Бербатов
Кіпріян Бербатов (болг. Киприан Бербатов; нар. 6 серпня 1996, Благоєвград) – болгарський шахіст, міжнародний майстер від 2009 року.

## Шахова кар'єра
Багаторазовий призер чемпіонату Болгарії серед юніорів у різних вікових категоріях. Багаторазовий представник країни на чемпіонатах світу і Європи серед юніорів, на яких здобув дві медалі: золоту (Херцег-Новий 2008 – ЧЄ до 12 років) і бронзову (Херцег-Новий 2005 – ЧЄ до 10 років).
Норми на звання міжнародного майстра виконав у 2008 році під час турнірів у Артейшо (поділив 1-ше місце разом з Красіміром Русєвим), Камбадосі та Ортігейрі. Також у 2008 році поділив 1-ше місце на турнірі за швейцарською системою в Ферролі. 2009 рок уподілив 1-ше місце в Сотроні (разом з Торстеном Міхаелем Гаубом, Тиграном Гарамяном, Жан-Пьером Ле-Ру і Володимиром Поткіним), а також у Торредембаррі (разом із, зокрема, Красіміром Русєвим). 2010 року виступив у складі збірної Болгарії на шаховій олімпіаді, яка відбулась у Ханти-Мансійську  поділив 1-ше місце (разом із, зокрема, Кевіном Спраггеттом і Хішамом Хамдуші) в Севільї.
Найвищий рейтинг Ело в кар'єрі мав станом на 1 травня 2011 року, досягнувши 2490 очок займав тоді 22-ге місце серед болгарських шахістів.

## Сімейне життя
Близький родич гравця збірної Болгарії з футболу, Димитара Бербатова.